# بيلا ساندور
بيلا ساندور (بالمجرية: Sándor Béla)‏ هو لاعب شطرنج مجري، ولد في 14 ديسمبر 1919 في بودابست في المجر، وتوفي بنفس المكان في 21 مارس 1978.

## وصلات خارجية
- بيلا ساندور على موقع مباريات الشطرنج (الإنجليزية)
- بيلا ساندور على موقع 365Chess.com (الإنجليزية)
- بيلا ساندور على موقع Chesstempo.com (الإنجليزية)
- بيلا ساندور سجل أولمبياد الشطرنج على موقع OlimpBase.org (الإنجليزية)